# Campeonato Femenino de la AFC de 1977
La Copa Asiática Femenina de la AFC fue la segunda edición de la AFC. Se llevó a cabo del 2 al 11 de agosto de 1977 en Taipéi, Taiwan. El torneo fue ganado por la selección local por primera vez, quien derrotó a Tailandia en la final.

## Fase de grupos

### Grupo A
| Equipo       | PJ | PG | PE | PP | GF | GC | Dif. | Pts. |
| ------------ | -- | -- | -- | -- | -- | -- | ---- | ---- |
| China Taipéi | 2  | 2  | 0  | 0  | 12 | 0  | +12  | 4    |
| Indonesia    | 2  | 1  | 0  | 1  | 1  | 5  | -4   | 2    |
| Japón        | 2  | 0  | 0  | 2  | 0  | 8  | -8   | 0    |

| 2 de agosto de 1977 | China Taipéi                                       | 5-0 | Indonesia | Estadio Municipal de Taipéi, |  |
|                     | Su-Ching 29', 37', 50' · Su-Yueh 32' · Tai-Mei 60' |     |           |                              |  |

| 5 de agosto de 1977 | Indonesia   | 1-0 | Japón | Estadio Municipal de Taipéi, |  |
|                     | Lantang 20' |     |       |                              |  |

| 7 de agosto de 1977 | China Taipéi                                                                     | 7-0 | Japón | Estadio Municipal de Taipéi, |  |
|                     | Su-Yueh 7', 10' · Shu-Chen 17', 59' · Shu-Mei 40' · Chic-Feng 42' · Hsiu-Lih 56' |     |       |                              |  |

### Grupo B
| Equipo    | PJ | PG | PE | PP | GF | GC | Dif. | Pts. |
| --------- | -- | -- | -- | -- | -- | -- | ---- | ---- |
| Tailandia | 2  | 2  | 0  | 0  | 7  | 0  | +7   | 4    |
| Singapur  | 2  | 1  | 0  | 1  | 1  | 2  | -1   | 2    |
| Hong Kong | 2  | 0  | 0  | 2  | 0  | 6  | -6   | 0    |

| 3 de agosto de 1977 | Tailandia                              | 2-0 | Singapur | Estadio Municipal de Taipéi, |  |
|                     | [{Wanvilai Thongsa\|Thongsa]] 52', 55' |     |          |                              |  |

| 5 de agosto de 1977 | Singapur                                                     | 5-0 | Hong Kong | Estadio Municipal de Taipéi, |  |
|                     | Thongsa 4', 42' · Wulabi 17' · Chaisawad 23' · Chenjiana 46' |     |           |                              |  |

| 7 de agosto de 1977 | Singapur  | 1-0 | Hong Kong | Estadio Municipal de Taipéi, |  |
|                     | Aisha 33' |     |           |                              |  |

## Fase final
|  | Semifinales  | Semifinales |   |              | Final        | Final |  |
|  |              |             |   |              |              |       |  |
|  |              |             |   |              |              |       |  |
|  | 9 de agosto  |             |   |              |              |       |  |
|  | China Taipéi | 3           |   |              |              |       |  |
|  | Singapur     | 0           |   |              |              |       |  |
|  |              |             |   |              |              |       |  |
|  |              |             |   |              | 11 de agosto |       |  |
|  |              |             |   |              | China Taipéi | 1     |  |
|  |              | Tailandia   | 0 |              |              |       |  |
|  |              |             |   |              |              |       |  |
|  |              |             |   |              |              |       |  |
|  |              |             |   |              | Tercer lugar |       |  |
|  | 9 de agosto  | 9 de agosto |   | 11 de agosto | 11 de agosto |       |  |
|  | Tailandia    | 2           |   | Singapur     | 2            |       |  |
|  | Indonesia    | 1           |   |              | Indonesia    | 0     |  |

### Semifinales
| 9 de agosto de 1977 | China Taipéi                             | 3-0 | Singapur | Estadio Municipal de Taipéi, |  |
|                     | Su-Yueh 4' · Shu-Chen 20' · Shu-Ying 22' |     |          |                              |  |

| 9 de agosto de 1977 | Tailandia | 2-1 | Indonesia | Estadio Municipal de Taipéi, |  |

### Tercer lugar
| 11 de agosto de 1977 | Singapur | 2-0 | Indonesia | Estadio Municipal de Taipéi, |  |

### Final
| 11 de agosto de 1977 | China Taipéi  | 1-0 | Tailandia | Estadio Municipal de Taipéi, |  |
|                      | Chih-Feng 54' |     |           |                              |  |